# Уголовный кодекс Японии
Уголо́вный ко́декс Япо́нии (яп. 刑法 кэйхо:) — основной источник уголовного права, устанавливавший преступность и наказуемость деяний на территории Японии. Принят в 1907 году, вступил в действие в 1908 году. УК Японии является одним из Шести кодексов, образующих основу современного японского права.

## История
Первым японским кодификационным документом, содержащим уголовно-правовые положения, стал Кодекс Тайхо 702 года, который изначально задумывался как сугубо административный и гражданско-правовой свод норм. Он включал первую в истории традиционного права письменную классификацию преступных деяний, которые разделялись на государственные преступления и преступления против общественной нравственности. Тремя наиболее тяжкими государственными преступлениями, влекущими за собой безоговорочно смертную казнь, являлись государственная измена, мятеж и разрушение жилища и усыпальниц императора. Другим новшеством кодекса стало введение наказания за служебный проступок — злоупотребление властью чиновником в личных интересах, в частности получение взятки. Между тем документ гарантировал чиновнику-взяткополучателю право откупиться от наказания, заплатив медью и сохранив свою прежнюю должность и квалификационную аттестацию.
В начале реставрации Мэйдзи был создан Уголовный кодекс 1870 года (яп. 新律綱領 синрицу ко:рё:). Он представлял собой свод ранее принятых феодальных законов.
В 1880 году был издан новый УК Японии, составленный по образцу УК Франции 1810 года. Разработкой руководил французский юрист, профессор Гюстав Буассонад, который с 1873 года служил юридическим советником японского правительства. Данная кодификация закрепила принцип «Нет преступления и нет наказания без указания в законе» и предусматривала деление преступных деяний на преступления, проступки и нарушения. УК 1880 года включал как элементы, заимствованные из французского права, так и ряд положений старояпонского права, в частности поощрительную норму об обязательном смягчении наказания за любое преступление, если виновное лицо добровольно сообщило властям о своём участии в совершении преступления. Несмотря на то что система наказаний составлялась с учётом целей устрашения и возмездия, были отменены телесные, позорящие наказания и квалифицированные виды смертной казни.
Впоследствии Япония стала испытывать всё большее влияние германского права. В 1907 году был принят ныне действующий Уголовный кодекс Японии, созданный по образцу УК Германии 1871 года. Документ ввёл широчайшее судебное усмотрение, призванное восполнять пробелы в области уголовного права через введение новых видов преступных деяний, а также определять размеры уголовного наказания в весьма обширных пределах. После Второй мировой войны УК Японии был приведён в соответствие с Конституцией 1946 года. Например, исчезли некоторые положения о посягательствах на императора и членов его семьи, а также другие сильно устаревшие элементы. В 1927, 1947, 1972 годах и позднее предпринимались безуспешные попытки разработки и принятия нового УК.
Заметные изменения в УК Японии, внесённые законами 1986 и 1995 годов, были во многом обусловлены появлением новых, ранее не известных общественно опасных посягательств, например в сфере высоких технологий. Как и в других государствах, процессы криминализации преобладали над процессами декриминализации. В 1995 году текст УК был осовременен, то есть переписан на язык, используемый в настоящее время японцами, что сделало его более доступным для понимания. Кроме того, утратила силу статья 40 УК, которая исключала или смягчала ответственность за действие глухонемого, поскольку глухонемота перестала считаться состоянием, близким к психическому расстройству.

## Особенности
УК Японии разделён на две части: общую («Общие положения», статьи 1—72) и особенную («Преступления», статьи 73—264). В кодексе нет преамбулы или вводной главы, статьи не имеют своего наименования, в отличие от частей и глав. Также документ не содержит классификации преступлений по характеру и степени общественной опасности или по степени тяжести. Категория преступлений определяется в соответствии с практикой, унаследованной из предыдущего УК, где критерием были назначаемые наказания, а также иными нормативными актами — Законом о введении УК в действие (1908) и Законом о нетяжких преступлениях (1948). Не выделяется и признак общественной опасности, однако самой общественной опасности уделяется внимание.
В УК Японии отсутствуют определения понятий преступного деяния, форм вины, наказания и его целей. Вопросы соучастия регламентированы поверхностно: все лица, совместно совершающие преступление, признаются его исполнителями, подстрекатель приравнивается к исполнителю, а понятия организатора в УК нет. При этом выделены фигуры подстрекателя подстрекателя (лица, склоняющего к преступному поведению самого подстрекателя) и подстрекателя пособника (склоняющего к преступлению пособника). Формы соучастия не регламентируются, между тем в нормах особенной части выделяются «главари».